# Jow.fr
 (juin 2022).
La mise en forme du texte ne suit pas les recommandations de Wikipédia : il faut le « wikifier ».
Les points d'amélioration suivants sont les cas les plus fréquents. Le détail des points à revoir est peut-être précisé sur la page de discussion.
- Les titres sont pré-formatés par le logiciel. Ils ne sont ni en capitales, ni en gras.
- Le texte ne doit pas être écrit en capitales (les noms de famille non plus), ni en gras, ni en italique, ni en « petit »…
- Le gras n'est utilisé que pour surligner le titre de l'article dans l'introduction, une seule fois.
- L'italique est rarement utilisé : mots en langue étrangère, titres d'œuvres, noms de bateaux, etc.
- Les citations ne sont pas en italique mais en corps de texte normal. Elles sont entourées par des guillemets français : « et ».
- Les listes à puces sont à éviter, des paragraphes rédigés étant largement préférés. Les tableaux sont à réserver à la présentation de données structurées (résultats, etc.).
- Les appels de note de bas de page (petits chiffres en exposant, introduits par l'outil «  Source ») sont à placer entre la fin de phrase et le point final[comme ça].
- Les liens internes (vers d'autres articles de Wikipédia) sont à choisir avec parcimonie. Créez des liens vers des articles approfondissant le sujet. Les termes génériques sans rapport avec le sujet sont à éviter, ainsi que les répétitions de liens vers un même terme.
- Les liens externes sont à placer uniquement dans une section « Liens externes », à la fin de l'article. Ces liens sont à choisir avec parcimonie suivant les règles définies. Si un lien sert de source à l'article, son insertion dans le texte est à faire par les notes de bas de page.
- La présentation des références doit suivre les conventions bibliographiques. Il est recommandé d'utiliser les modèles {{Ouvrage}}, {{Chapitre}}, {{Article}}, {{Lien web}} et/ou {{Bibliographie}}. Le mode d'édition visuel peut mettre en forme automatiquement les références.
- Insérer une infobox (cadre d'informations à droite) n'est pas obligatoire pour parachever la mise en page.

Pour une aide détaillée, merci de consulter Aide:Wikification.
Si vous pensez que ces points ont été résolus, vous pouvez retirer ce bandeau et améliorer la mise en forme d'un autre article.
Pour les articles homonymes, voir Jow.
Jow est un site internet et une application française créés en 2017. L’application recommande des recettes sur-mesure selon les goûts, ustensiles de cuisine et régimes des utilisateurs et les transforme en liste de courses.
Ces listes de courses peuvent être directement commandées auprès de plusieurs marchands (Carrefour, Auchan, Intermarché, Monoprix, Chronodrive, Leclerc) via l’application.
Sur l'année 2021, l’application Jow réunissait 3 millions d’utilisateurs et recensait plus de 2000 recettes de cuisine.

## Histoire
L’application Jow et son site Internet ont été créés en 2017 par Jacques-Edouard Sabatier, Antoine Maillard et Franck Maurin.
Les buts principaux de Jow sont :
- L’inspiration de cuisine via des recettes.
- La création de la liste de courses.
- Le temps passé en magasin[3].
- La surconsommation inutile.
- Le gaspillage alimentaire.

Jow est une application téléchargeable gratuitement, disponible sur Android et sur IOS. Il existe aussi un site web sur lequel les mêmes fonctionnalités que sur mobile sont disponibles.
L’application s’adresse à tous en proposant des recettes personnalisées accessibles à tous, avec des tutoriels vidéos pour simplifier leur réalisation.
Dans cette optique d’inclusivité, Jow réunit de nombreuses catégories de recettes telles que des recettes végan, végétaliennes, sans gluten, sans lactose, familiales, à partager, allégées en calories etc
Le service Jow est disponible partout en France.
En 2019, Jow réalise une première levée de fonds en seed de 7 millions de dollars. En 2021, la start-up réalise une série A de 20 millions de dollars.

## Concurrents
Sur ce marché, Jow.fr a plusieurs concurrents. À la fois les acteurs de la grande distribution comme Carrefour, Auchan, Leclerc, Chronodrive, Intermarché, Monoprix et d'autres supermarchés, mais aussi les nouveaux entrants dans la livraison de courses à domicile tels que Uber Eats, Getir, Cajoo, Deliveroo et bien plus, ainsi que les grands acteurs du web pour les recettes de cuisine en ligne : Marmiton.org, 750g ou encore Cusineaz.[réf. souhaitée]

## Identité visuelle (logos)

Identité Visuelle de Jow.fr
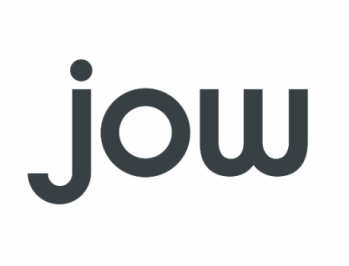
Logo de Jow en 2018
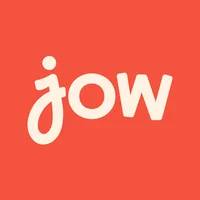
Logo de Jow en 2022

## Contenu
L'application Jow, propose divers contenus auxquels vous pourrez accéder :
1. Un onboarding pour connaître votre profil de consommateur (nombre de personnes dans votre foyer, régimes alimentaires, équipements de cuisines à disposition et ingrédients à éviter).
2. Recommandations de menus et recettes selon votre profil et les 2000 recettes de l'application.
3. Après le choix du menu, la possibilité de commander et se faire livrer les produits alimentaires nécessaires[5].
4. Ajout d'autres produits pour compléter ses courses.
5. Choix entre la livraison à domicile ou le retrait en drive[6].
6. Vidéos explicatives pour aider à la cuisine.

## Autres produits Jow
La marque Jow a aussi créé un produit dérivé.
- Un livre :  Jow, le livre de recettes qui fait aussi vos courses